# A Hero's Death
A Hero's Death is het tweede studioalbum van de Ierse postpunkband Fontaines D.C.

## Nummers[1]
| 1.                 | I Don't Belong         | 4:31 |
| 2.                 | Love Is The Main Thing | 3:53 |
| 3.                 | Televised Mind         | 4:10 |
| 4.                 | A Lucid Dream          | 3:53 |
| 5.                 | You Said               | 4:36 |
| 6.                 | Oh Such A Spring       | 2:32 |
| 7.                 | A Hero's Death         | 4:18 |
| 8.                 | Living In America      | 4:57 |
| 9.                 | I Was Not Born         | 3:49 |
| 10.                | Sunny                  | 4:52 |
| 11.                | No                     | 5:08 |
| Totale duur: 46:44 |                        |      |

## Personeel[2]
Fontaines D.C.
- Grian Chatten – Zang, tamboerijn
- Conor Deegan III – Basgitaar, zessnarige bas [Bass VI]
- Conor Curly – Gitaar
- Carlos O'Connell – Gitaar
- Tom Coll – Drums

Productie
- Dan Carey – Producer, mixer
- Christian Wright – Mastering
- Alexis Smith – Technicus
- Trevor Dietz – Management

- Opgenomen in Mr. Dan's, Londen
- Gemasterd in Abbey Road Studios
- Gepubliceerd door Domino Publishing
- Geperst door GZ Media
- Copyright © – Partisan Records LLC; Knitting Factory Records

Albumhoes
- Charlie Drinkwater – Ontwerp

- Pooneh Ghana – Fotograaf